# Серый автомобиль (рассказ)
«Серый автомобиль» — рассказ русского писателя Александра Грина, написанный в 1923 году и опубликованный в 1925 году в сборнике «На облачном берегу». По мнению критиков, это «один из самых загадочных рассказов Грина середины 20-х годов». В рассказе присутствуют мотивы карточной игры, боязни автомобилей, безумия и «ожившей» куклы.

## Сюжет

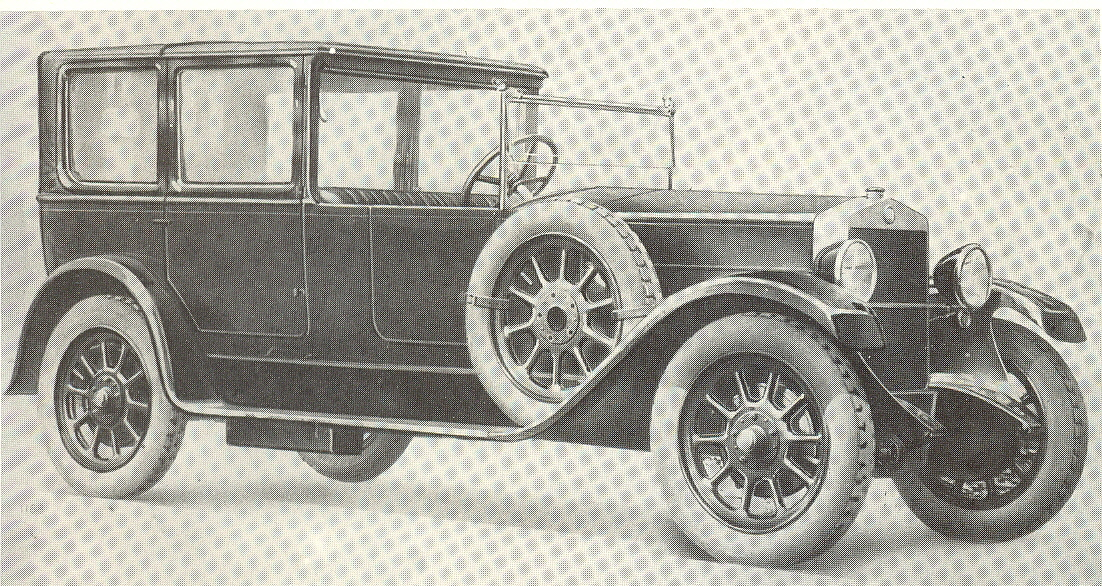
Одна из моделей ландо 1920-х гг.: Fiat 512 Landaulet (1926)

Главный герой, Эбенезер Сидней, влюблён в девушку по имени Коррида Эль-Бассо, которая, однако, не отвечает ему взаимностью. После случайной встречи с девушкой на улице Сидней обещает вскоре показать ей своё «изобретение», над которым он работает. После этого он заходит в кинотеатр на фильм, в котором несколько раз показывается серый автомобиль-ландо с номером «С. С.77—7». Сидней не любит и боится автомобилей, при этом ему кажется, что именно такой автомобиль он уже встречал на улице, хотя фильм и был снят в Америке.
Вечером приятель приглашает Сиднея в казино посмотреть на удивительную карточную игру, которую показывает мулат Гриньо, обыгравший уже множество игроков. Сидней решает принять участие в игре и неожиданно для себя обнаруживает, что у него на руках четыре семёрки и «джокер». Гриньо поднимает ставки, будучи уверенным в выигрыше, и Сидней соглашается. В итоге Сидней выигрывает полмиллиона долларов. Гриньо пишет ему записку, что у него нет всей суммы, и в качестве оплаты части долга он отдаст Сиднею свой автомобиль «С. С.77-7». Позже у Гриньо случается удар, и он умирает. Сидней отказывается от автомобиля, однако после этого несколько раз видит серый автомобиль на улице, считая, что тот преследует его и хочет сбить.
Сидней сообщает Корриде, что готов показать ей своё изобретение, и едет с ней на лошадях в горы. Подведя девушку к пропасти, Сидней предлагает ей вместе сброситься вниз, чтобы возродиться к новой жизни, — в этом состоит суть его изобретения. Коррида вырывается и ранит Сиднея. Из его слов следует, что он считает Корриду ожившей восковой куклой-манекеном, которую он в первый раз видел в другом городе. Коррида уходит, забирая лошадей.
Сидней выходит на шоссе, оставляя свой выигрыш на окне одного из бедных домов, и пешком идёт в город. Он встречает серый автомобиль и прячется, считая, что тот хочет убить его. Обессилев, Сидней при очередной встрече с автомобилем не может убежать, и вышедшие из автомобиля люди забирают его.
Сидней приходит в себя в больнице (вероятно, в сумасшедшем доме), где беседует с доктором. Рассказ заканчивается намерением Сиднея опустить в ящик для заявлений свою «рукопись, с вложенным в неё предписанием к начальнику Центавров немедленно поймать серый автомобиль, а также сбежавшую из паноптикума восковую фигуру, именующую себя Корридой Эль-Бассо».

## История создания
По мнению исследователя творчества Грина Алексея Варламова, с созданием рассказа напрямую связана «мистификации Грина», о которой стало известно лишь в 2004 году из материала, опубликованного в журнале «Смена». В публикации передаются воспоминания женщины по имени Ольга Емельянова, которая в декабре 1923 года, когда ей было 13 лет, встретила Грина в Петербурге. Не имевшая тёплой одежды девочка часами простаивала на Невском проспекте возле нэпмановского магазина одежды, в витрине которого стояла девочка-манекен в синем пальто. Человек, которого спустя много лет Ольга идентифицировала по фотографии как Грина, заметил девочку и спросил у нее «Ты хочешь превратиться в шикарный манекен с кудрями и капризными губками, стоять в витрине и не обращать внимания на тех, кто сходит с ума от твоей красоты. Ты хочешь быть красивой вещью, да, Оля?» После этого он сказал: «Я напишу о тебе рассказ. В рассказе ты будешь жить в витрине». Затем Грин вошёл в магазин, однако денег на пальто ему не хватило и он купил и отдал девочке шарф. Алексей Варламов заключает, что «зная Грина хотя бы чуть-чуть, в этот сюжет невозможно не поверить».

## Критика
Алексей Варламов говорит о том, что само название рассказа «название является прямой противоположностью „Алых парусов“ и по цвету и по сути». Он предлагает два возможных прочтения сюжета. С одной стороны, его можно воспринимать как «что-то вроде антиутопии в духе Замятина (…), где главного героя ждет судьба диссидента, которого упекли в брежневскую психушку». С другой стороны, речь может идти о реальном сумасшествии героя «на фоне резко убыстряющейся жизни и на почве несчастливой любви да плюс еще фантастического выигрыша в карты», который в результате «воображает, что девушка, в которую он влюблен, — сбежавший из магазина манекен». Скорее всего писатель «вложил сюда оба смысла, он играет с читателем, запутывает его и при этом следует в рамках западной литературной традиции», в данном случае связанной со сказочной повестью Гофмана «Песочный человек».
М. И. Плютова рассматривает ряд литературных параллелей, связанных с сюжетом рассказа Грина. Так, в романе Юрия Олеши «Три толстяка» автор также «путает читателя, вводя в повествование то искусно сделанную куклу, ничем по виду не отличающуюся от маленькой девочки, то живую девочку, которую герои принимают за куклу», а в повести Чаянова «История парикмахерской куклы, или Последняя любовь московского архитектора М.» главный герой влюбляется в манекен, стоящий на витрине парикмахерской. Сюжет карточной игры перекликается с «Пиковой дамой» Пушкина и «Штоссом» Лермонтова, при этом все «участники безумных карточных поединков» сходят с ума. Безумие героя напоминает сюжет «Записок сумасшедшего» Гоголя: в конце «Сидней пишет письмо из сумасшедшего дома, подобно Поприщину». Наконец, «Серый автомобиль» Грина является также отсылкой к стихотворению «Автомобиль» Ходасевича, написанному в 1921 г..

## Экранизация
Сюжет с ожившей куклой-манекеном лёг в основу фильма «Господин оформитель», снятого на Ленфильме в 1988 году (действие перенесено в Петербург).